# NGC 6145
NGC 6145 este o infrared source⁠(d) situată în constelația Hercule. A fost descoperită în 12 mai 1828 de către John Herschel. Se află la o distanță de 123,5 de megaparseci de Pământ.